# Кечуа (език)
Кечуа (на кечуа: Runa Simi; букв. – „език на народа“) е индиански език, говорен от около 9 500 000 души в Перу, Боливия и други държави в Андите. Той е най-говореният индиански език с 8 – 10 милиона говорещи. Приблизително 13% от перуанците говорят кечуа. Бил е основният език в империята на инките, но след колонизирането на региона е изместен от испанския. Съвременният литературен кечуа използва писменост, основана на латиницата, има ясен набор от правила и се преподава в някои училища.